# Nøtterøy
Nøtterøy és un antic municipi insular situat al comtat de Vestfold, Noruega. Té 21.621 habitants (2016) i la seva superfície és de 60,56 km². El centre administratiu del municipi és el poble de Borgheim. Va ser establert el 1838 amb el nom de Nøtterø.
El municipi inclou les illes de Nøtterøy, Veierland, Føynland i al voltant de 175 altres illes menors. La majoria dels habitants viu al nord de l'illa principal. Nøtterøy fa frontera amb els municipis de Tønsberg, Tjøme i Stokke. El Parc Nacional de Færder està parcialment situat al municipi.

## Informació general

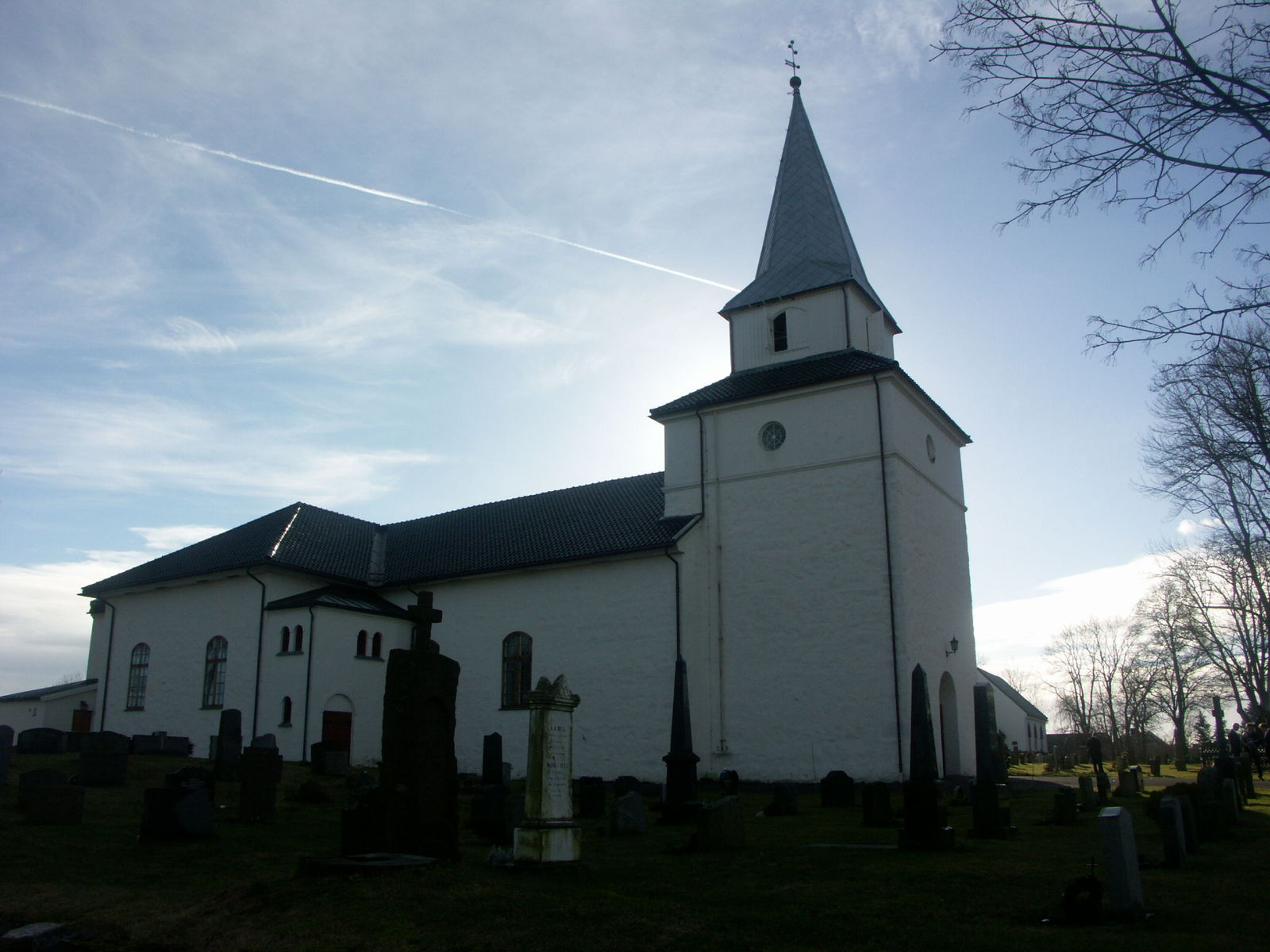
L'església de Nøtterøy.

### Nom
La forma en nòrdic antic del nom era Njótarvin (Njotarin) de Njót i vin. El nom de l'illa "Njót" i "vin", que significa pastures. El nom es deriva probablement del verb njóta que significa "gaudir" o "benefici de" (en referència a la pesca o l'agricultura). Abans del 1918, el nom va ser escrit "Nøtterø".

### Escut d'armes
L'escut d'armes és modern. Se'ls va concedir el 24 d'octubre de 1986. L'escut mostra una àncora de plata sobre un fons blau. És un símbol apropiat per al municipi que consisteix en illes i depèn de la pesca i la navegació. L'àncora ja s'utilitzava al segle xvii com un símbol local.

## Fills il·lustres
Nøtterøy és la vila natal de dos primers ministres de Noruega:
- Trygve Bratteli (1910–1984), novè primer ministre després de la Segona Guerra Mundial, del Partit Laborista.
- Jan P. Syse (1930–1997), catorzè primer ministre després de la Segona Guerra Mundial, del Partit Conservador.